# Rafał Sarnecki
Rafał Sarnecki (Grudziądz, 8 de enero de 1990) es un deportista polaco que compite en ciclismo en la modalidad de pista.
Ganó dos medallas en el Campeonato Europeo de Ciclismo en Pista, en los años 2015 y 2024. Participó en los Juegos Olímpicos de Río de Janeiro 2016, ocupando el séptimo lugar en la prueba de velocidad por equipos.

## Medallero internacional
| Campeonato Europeo | Campeonato Europeo       | Campeonato Europeo | Campeonato Europeo    |
| Año                | Lugar                    | Medalla            | Competición           |
| ------------------ | ------------------------ | ------------------ | --------------------- |
| 2015               | Grenchen (Suiza)         | Medalla de plata   | Velocidad por equipos |
| 2024               | Apeldoorn (Países Bajos) | Medalla de bronce  | Velocidad por equipos |